# Bresegard bei Picher
Bresegard bei Picher ist eine Gemeinde im Landkreis Ludwigslust-Parchim in Mecklenburg-Vorpommern (Deutschland). Sie wird vom Amt Hagenow-Land mit Sitz in der Stadt Hagenow verwaltet.

## Geografie
Bresegard bei Picher liegt in der Griesen Gegend, einem waldreichen Gebiet zwischen den Flüssen Sude, Elde und Elbe. Das flachwellige Gebiet fällt westlich von Bresegard etwa 20 Meter zum Tal der Sude hin ab. Der Zusatzname „bei Picher“ dient der Unterscheidung von der Gemeinde Bresegard bei Eldena, dieser Ort liegt nur 15 Kilometer entfernt und ebenfalls im Landkreis Ludwigslust-Parchim. Durch den Ort fließt der Mühlenbach in Richtung Sude.
Umgeben wird Bresegard bei Picher von den Nachbargemeinden Kuhstorf im Norden, Strohkirchen im Nordosten, Picher im Osten, Alt Krenzlin im Südosten, Groß Krams im Südwesten sowie Redefin im Westen.

## Geschichte
Der Ortsname leitet sich aus dem Slawischen ab und bedeutet so viel wie „Birkenberg“. Die erste urkundliche Erwähnung stammt aus dem Jahre 1421. Zu der Zeit ließ Albrecht V. Herzog zu Mecklenburg schriftlich die Verpfändung der Einkünfte von Bresegard (damals „Brezegure“) und acht weiteren Dörfern an Jasper Halberstadt festhalten. Im 15. und 16. Jahrhundert muss es im Ort eine Holländermühle gegeben haben. Im Dreißigjährigen Krieg wurden 17 von 32 Höfen verwüstet. Mitte des 18. Jahrhunderts begann die Ansiedlung von Kleinstbauern.

## Politik

### Gemeindevertretung und Bürgermeister
Der Gemeinderat besteht (inkl. Bürgermeisterin) aus 6 Mitgliedern. Die Wahl zum Gemeinderat am 26. Mai 2019 hatte folgende Ergebnisse:
| Partei/Bewerber                         | Prozent | Sitze |
| --------------------------------------- | ------- | ----- |
| Aktion Wählergemeinschaft für Bresegard | 54,22   | 4     |
| Bürger für Bresegard                    | 45,78   | 2     |

Bürgermeisterin der Gemeinde ist Marianne Röckseisen, sie wurde mit 81,66 % der Stimmen gewählt.

### Wappen und Flagge
Blasonierung: In Silber auf rotem Hügel eine grüne Birke mit neun silbernen Früchten.
Das Wappen wurde nach einem Vorschlag des Berliners Paul-Gerhard Schult von dem Barsbütteler Heraldiker Hans-Frieder Kühne gestaltet. Es wurde am 12. März 1998 durch das Ministerium des Innern genehmigt und unter der Nr. 158 der Wappenrolle des Landes Mecklenburg-Vorpommern registriert.
In dem Wappen versinnbildlichen die Figuren als redende Zeichen den aus dem Slawischen stammenden Ortsnamen (breza = Birke; góra = Berg). Mit den Früchten soll von der Anzahl her die historisch gewachsene Ortslage mit den neun Hausgruppen symbolisiert werden. Die Tingierung verweist auf die Zugehörigkeit Bresegards zum einstigen Territorium der Grafen von Dannenberg.

Flagge der Gemeinde Bresegard bei Picher

Die Flagge wurde von dem Barsbütteler Heraldiker Hans-Frieder Kühne gestaltet und am 1. November 1999 durch das Ministerium des Innern genehmigt.
Die Flagge besteht aus weißem Tuch. Es ist in der Mitte mit den Figuren des Gemeindewappens belegt: mit einem roten Hügel, darauf eine grüne Birke mit neun weißen Früchten. Die Figuren nehmen acht Neuntel der Höhe des Flaggentuchs ein. Die Länge des Flaggentuchs verhält sich zur Höhe wie 3:2.

### Dienstsiegel
Das Dienstsiegel zeigt das Gemeindewappen mit der Umschrift „GEMEINDE BRESEGARD BEI PICHER • LANDKREIS LUDWIGSLUST-PARCHIM“.

## Sehenswürdigkeiten

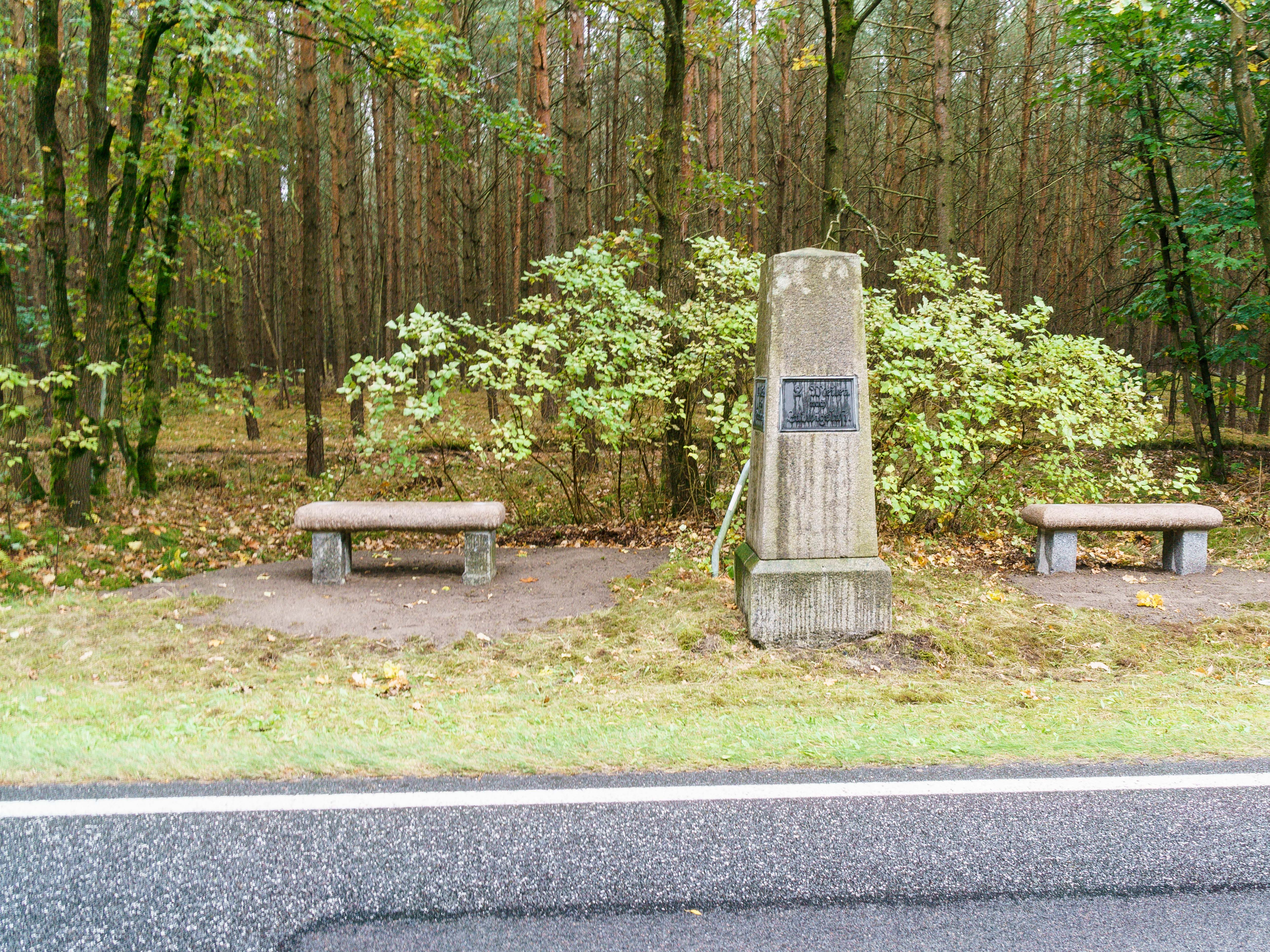
Ganzmeilenstein an der B 5 im Süden von Bresegard

## Verkehr
Zwei Kilometer südlich von Bresegard führt die Bundesstraße 5 von Ludwigslust nach Boizenburg/Elbe vorbei (vor 1990 Transitstraße von Berlin nach Hamburg). Die nächstgrößeren Städte sind Ludwigslust (15 km entfernt) und Hagenow (zwölf Kilometer), von diesen Orten besteht Bahn- und Autobahnanschluss (A 24 Berlin-Hamburg).